# 2-я танковая армия (вермахт)
2-я танковая армия (нем. 2. Panzerarmee) — танковая армия вермахта. Создана 1 июня 1940 года как группа «Гудериан» (Gruppe Guderian) на базе 19-го армейского корпуса. 16 ноября 1940 года переформирована во 2-ю танковую группу. С 29 июля по 21 августа 1941 года именовалась, по имени командующего, танковой группой «Гудериан» (нем. Panzergruppe Guderian). С 5 октября 1941 года — 2-я танковая армия. В «Операции Барбаросса» была одной из двух танковых армий в составе группы армий «Центр».

## История
В июне 1941 года наступала в Белоруссии (Белосток, Слоним). На 26 июня 1941 года значительная часть 14-го механизированного корпуса по-прежнему действовала в оперативном тылу 2-й немецкой танковой группы. После взятия Минска — Смоленское направление.
10 июля 1941 года войска группы армий «Центр» силами 2-й танковой группы из района Шклова и 3-й танковой группы из района Витебска нанесли два мощных удара в направлении Ельни и Духовщины, стремясь окружить большую группировку советских войск в районе Смоленска. Началось грандиозное Смоленское сражение.
Бои в районе Рославля и Ельни. 2-я танковая группа Гудериана группы армий «Центр», наступая в направлении на Конотоп, 1 сентября прорвалась к Десне и захватила на её левом берегу плацдарм у Шостки. 40-я советская армия отошла в юго-восточном направлении. 21-я советская армия, обойденная с востока войсками 2-й танковой группы, а с запада — 2-й немецкой армией, подошедшей к Чернигову, оказалась под угрозой окружения и начала поспешно отступать на юг к Десне.
Затем участвовала в боях в районе Вязьмы и Брянска.

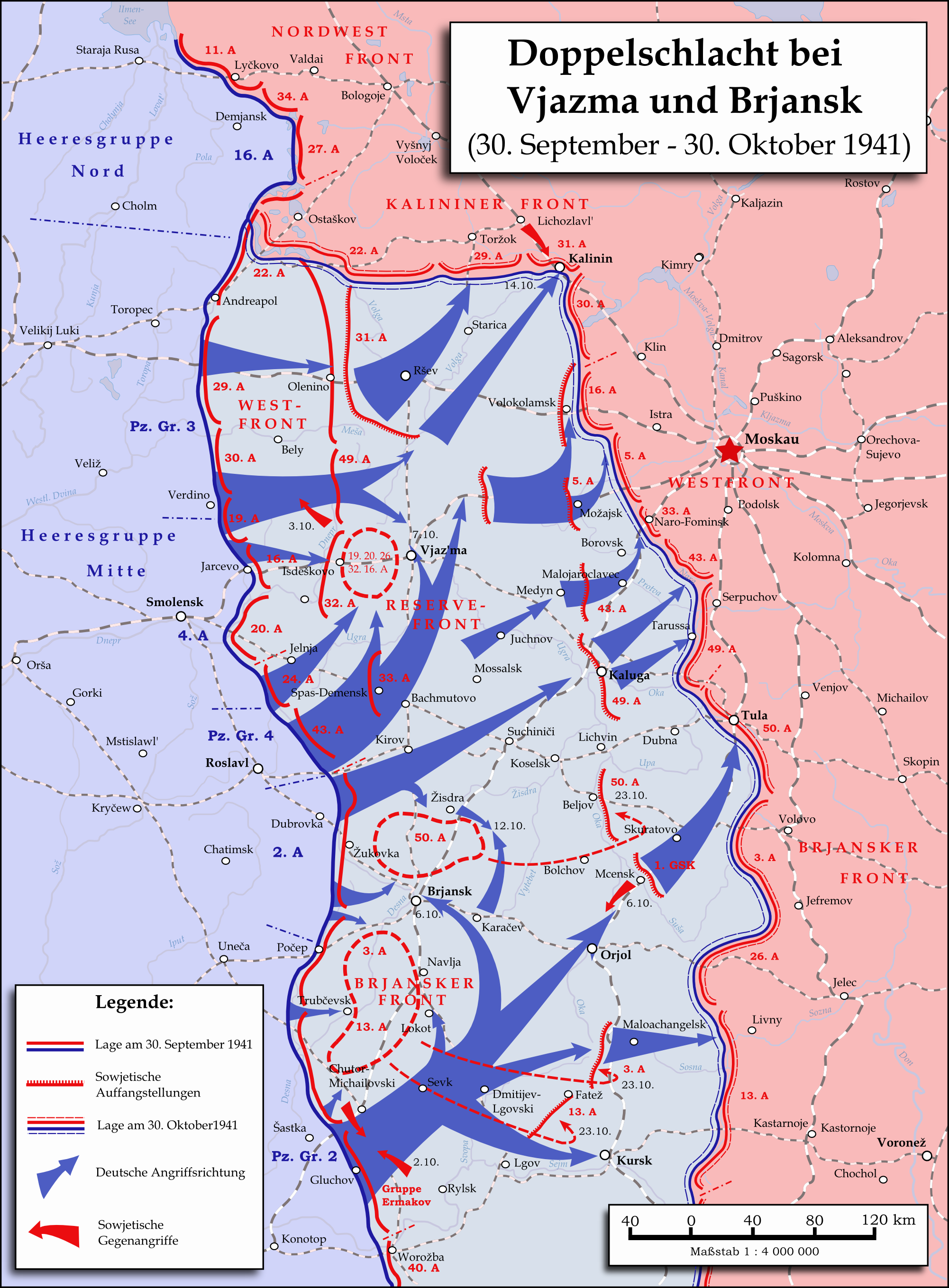
Сражение под Вязьмой и Брянском

1 октября 1941 года в рамках операции «Тайфун» 2-я танковая группа Гудериана группы армий «Центр» прорвала на своём центральном участке оборону 13-й армии Брянского фронта А. И. Ерёменко на всю глубину и продвинулась на 60 км. 1 октября 24-й мотокорпус занял Севск.
С 6 октября 1941 года, согласно мемуарам Гудериана «Воспоминания солдата», 2-я танковая группа стала называться 2-й танковой армией.
23 октября 1941 года Немецкая 3-я танковая дивизия 2-й танковой армии прорвала оборону советских войск северо-западнее Мценска, а 18-я танковая дивизия заняла Фатеж.
В ноябре 1941 года на фронт прибыла специальная комиссия с целью изучить новые типы советских танков. В состав комиссии, прибывшей во 2-ю танковую армию, входили известные конструкторы: профессор Порше (фирма «Нибелунген»), инженер Освальд (фирма MAN) и доктор Адерс (фирма «Хеншель»). В расположении 35-го танкового полка 4-й танковой дивизии комиссия провела подробные технические исследования тяжёлых танков КВ-1, КВ-2 и среднего Т-34, вероятно из состава 11 тбр, потерянных 6.10.1941 на шоссе от Орла до Мценска. Результаты, полученные комиссией, способствовали ускорению работ немецких конструкторов.
В августе 1942 года вела бои в районе Козельска и Сухиничи. С сентября 1943 года на Балканах.

## Командующие
- до 25 декабря 1941 года — генерал-полковник Гейнц Гудериан
- с 25 декабря 1941 по 11 апреля 1943 года — генерал-полковник Рудольф Шмидт
- с 15 июля по 15 августа 1943 года — генерал-полковник Вальтер Модель
- с 15 августа 1943 по 24 июня 1944 года — генерал-полковник Лотар Рендулич
- с 24 июня по 18 июля 1944 года — генерал пехоты Франц Бёме
- с 18 июля 1944 до капитуляции в мае 1945 — генерал артиллерии Максимилиан де Ангелис

## Боевой состав
- В июне 1941 — 24-й, 46-й и 47-й моторизованные корпуса.
- В октябре 1941 — 24, 47-й и 48-й моторизованные корпуса, 34-й и 35-й армейские корпуса
- В январе 1942 — 24-й и 47-й моторизованные корпуса, 53-й армейский корпус
- В августе 1942 — 41-й и 47-й танковые корпуса, 53-й и 35-й армейские корпуса
- В ноябре 1942 — 47-й танковый корпус, 35-й и 53-й армейские корпуса
- В июле 1943 — 33-й, 53-й и 55-й армейские корпуса
- В сентябре 1943 (на Балканах) — 3-й танковый корпус СС, 15-й и 21-й горные армейские корпуса, 69-й резервный корпус
- В декабре 1943 — 5-й горный армейский корпус СС, 15-й и 21-й горные корпуса, 69-й резервный корпус
- 7 мая 1945 — 68-й армейский корпус, 22-й горный армейский корпус, 1-й кавалерийский корпус.

## Состав

### 22 июня 1941 года
- Штаб
  - 24-й моторизованный корпус — генерал танковых войск Лео Гайр фон Швеппенбург
    - 3-я танковая дивизия
    - 4-я танковая дивизия
    - 10-я моторизованная дивизия
    - 1-я кавалерийская дивизия

  - 46-й моторизованный корпус (в резерве) — генерал танковых войск Генрих фон Фитингхоф
    - 10-я танковая дивизия
    - дивизия СС «Рейх» (моторизованная)
    - моторизованный полк «Великая Германия»

  - 47-й моторизованный корпус — генерал артиллерии Йоахим Лемельзен
    - 17-я танковая дивизия
    - 18-я танковая дивизия
    - 29-я моторизованная дивизия

  - Авиагруппа бомбардировщиков ближнего действия
  - Зенитный артиллерийский полк «Герман Геринг»

| - Штаб - 7-й армейский корпус - 7-я пехотная дивизия - 23-я пехотная дивизия - 78-я пехотная дивизия - 197-я пехотная дивизия - 9-й армейский корпус - 137-я пехотная дивизия - 263-я пехотная дивизия - 292-я пехотная дивизия - 20-й армейский корпус - 15-я пехотная дивизия - 268-я пехотная дивизия - 24-й моторизованный корпус - 3-я танковая дивизия - 4-я танковая дивизия - 10-я моторизованная дивизия - 1-я кавалерийская дивизия - 46-й моторизованный корпус - 10-я танковая дивизия - дивизия СС «Рейх» (моторизованная) - моторизованный полк «Великая Германия» - 47-й моторизованный корпус - 17-я танковая дивизия - 18-я танковая дивизия - 29-я моторизованная дивизия | - Штаб - 24-й моторизованный корпус - 3-я танковая дивизия - 4-я танковая дивизия - 10-я моторизованная дивизия - 48-й моторизованный корпус - 9-я танковая дивизия - 16-я моторизованная дивизия - 25-я моторизованная дивизия - 47-й моторизованный корпус - 17-я танковая дивизия - 18-я танковая дивизия - 29-я моторизованная дивизия - 34-й армейский корпус - 45-я пехотная дивизия - 135-я пехотная дивизия - 35-й армейский корпус - 1-я кавалерийская дивизия - 95-я пехотная дивизия - 296-я пехотная дивизия |